# Zadrobílek & Seyfried
Zadrobílek & Seyfried, koželužní továrna a prodej koží v Kuklenách byla krátce existující koželužská firma, jež existovala v letech 1899-1900.

## Historie
Tato firma neměla dlouhého trvání. Zapsána byla u krajského soudu v Hradci Králové k 1. lednu 1899 a jejími veřejnými účastníky byli továrník Jan Zadrobílek a obchodvedoucí Josef Seyfried, oba v Kuklenách, zastupující a podepisující firmu každý samostatně, přičemž továrník Zadrobílek získal od okresního hejtmanství povolení ke stavbě nové koželužské dílny při čp. 111 již 31. července 1896 a 4. srpna téhož roku byla stavba povolena.
10. dubna 1899 továrna vyhořela, přičemž škoda dosáhla 30 000 zl. Oheň zničil dílnu a skladiště i s náčiním a zásobami koží. Naštěstí byla továrna pojištěna a pojišťovna c. k. priv. Assicurazioni Generali v Terstu škodu zlikvidovala hladce a bez zbytečných průtahů, takže 15. září téhož roku se konala kolaudace nové sušárny.
V listopadu 1899 se však dostala do konkurzu, kdy se jejím prozatímním správcem stal Julius Pokorný, obchodník v Hradci Králové. Schůze věřitelů se konala 4. prosince 1899, přihlášky byly přijímány do 31. ledna 1900 a stání likvidační bylo určeno na 17. února téhož roku, přičemž usnesením krajského soudu v Hradci Králové z 9. ledna 1900 byly do konkurzní podstaty firmy zahrnuty koželužské výrobky v odhadní ceně 36 330 K. 8. února téhož roku se soud dotazuje obce, zda Jan Zadrobílek a Josef Seyfried zavinili úpadek svojí marnotratností. Konkurz firmy byl ukončen dobrovolným narovnáním. Věřitelé se spokojili splátkou 40 % na veškeré své konkurzní požadavky. Nedlouho poté byla společnost vymazána z obchodního rejstříku.